# Far East Café (店舗)
Far East Café （ファー・イースト・カフェ）は、シンガーソングライター小田和正のアンテナショップ。1990年7月30日に東京都渋谷区神宮前1丁目 にオープンした。1999年7月1日に東京都港区南青山5丁目 に移転している。名前は小田の同名のアルバムから来ている。

## 概要
- カフェでは飲み物はもちろん、ファン向けの様々なサービスが提供され、オリジナル・グッズ（コンサートグッズも一部取り扱っている）やCD、ビデオ、DVD、書籍も販売されている。
- 飲み物はオープン当初はコーヒーが無料で提供されていたが、南青山に移転してからは料金制になっている。種類はコーヒー（ホット、アイス）の他、紅茶（ホット、アイス）、ウーロン茶、ジュース類（炭酸を除く）、ビール（夜間のみ）がある。
- 7月30日の開店記念日には記念のタンブラーが製作され、クリスマスやバレンタインデーには飲み物とケーキ[注 3] をセットにして販売するサービスもある。小田のコンサートが首都圏（主に東京、横浜）で開催される日にはファンでごった返すことがある。
- 9月20日の小田の誕生日には、お祝いの色紙を書くサービスも実施されており、この日に来店するファンも多い。
- かつては横浜店も存在していたが、併設されていた喫茶店と同時に閉店した。

## Far East Café Press
「Far East Café Press」という会報を毎月発行しており、日々の活動などが伝えられている。コンサート・チケットの優先販売もPress購読会員向けに行なっている。カフェで販売しているグッズ（一部）もメールオーダーで購入することもできる。ファンクラブと思われる人も少なくないが、スタッフの話では「あくまでも小田和正のインフォメーションとして会報を発行している」とのこと。
ちなみにPressの編集長は、小田の所属事務所、ファー・イースト・クラブの代表取締役でもある吉田雅道が務めている。
2024年11月1日、2025年10月発行分をもって新聞形態での発行を終了し、2025年11月以降はウェブサイトでの情報公開にすることを発表した。

### LIFE-SIZE KAZUMASA ODA
LIFE-SIZE KAZUMASA ODA（ライフサイズ・カズマサ・オダ）とは、Press会員限定で発売している映像作品である。1995年（1994年版）にVHSとして発売。2003年（2002年版）からはDVDで発売している。

#### 概要
その年の小田の1年間の活動をまとめたもので、レコーディングやプロモーションビデオ、スポットCMの製作風景、コンサートツアー、イベント出演、『クリスマスの約束』（2001年〜）の舞台裏などが収められている。なお、店頭でも購入することが出来るが、メンバーズカードの提示が必要となる。

#### ディスコグラフ
LIFE-SIZE 1994
- テレビ番組『キャディ』オフライン&本編集
- シングル『真夏の恋』レコーディング、PV撮影、PV本編
- 雲仙普賢岳・奥尻島救済コンサート『日本をすくえ'94』※同年8月に行われた日本武道館でのチャリティー・コンサートの舞台裏と、同年9月にテレビ朝日系列で放送されたライブ・ドキュメント番組の制作風景。
- 島倉千代子の楽曲『あの頃にとどけ』プロデュース
- シングル『so long my love』レコーディング
- ライブハウス・ツアー『life-size』（名古屋、福岡、札幌、東京）※ライブシーンは東京・日清パワーステーションでの模様を収録。

LIFE-SIZE 1995
- コンサートツアー『FUN MORE TIME!』日本武道館公演
- 広島ピースコンサート出演
- 『天才!たけしの元気が出るテレビ』スペシャルイベント出演
- コンサート『FUN MORE TIME!』香港公演
- 『LOOKING BACK』レコーディング

LIFE-SIZE 1996
- 『LOOKING BACK』プロモーション・キャンペーン
- 夏のイベント出演（鈴木雅之、佐藤竹善とのジョイントコンサート『SUPER JAM '96 夢のまた夢』、『BEAT MEGA '96』withスターダスト・レビュー）
- 中西圭三の楽曲『次の夢』プロデュース
- 阪神・淡路大震災復興支援コンサート『日本をすくえ'96』
- 第1回監督作品『いつか どこかで』ディレクターズ・カット版製作・他

LIFE-SIZE 1997
- 第2回監督作品『緑の街』メイキング&舞台挨拶

LIFE-SIZE 1998
- 『緑の街』劇場公開
- 日清パワーステーションでのファイナルライブ
- 交通事故
- 海の中道海浜公園でのスターダスト・レビューとのジョイント・コンサート
- 慶應義塾大学 三田祭前夜祭コンサート・他

LIFE-SIZE 1999
- 『緑の街』DVD制作
- さだまさしアルバム収録曲コーラス参加
- 鈴木雅之『so long/地球はメリーゴーランド』レコーディング
- 『FUN MORE TIME! FINAL』in 神戸国際会館（ゲスト 泉谷しげる）・他

LIFE-SIZE 2000
- 『個人主義』レコーディング&TVスポット撮影風景
- コンサートツアー『SAME MOON!』日本武道館公演
- ご当地紀行&路上ライブ
- ジャパンカップダート発走前セレモニーに出演（東京競馬場にて）
- 横浜・八景島シーパラダイスでのカウントダウンライブ・他

LIFE-SIZE 2001
- 『LOOKING BACK 2』発売記念トーク&ライブ
- 坂本サトルの楽曲『ドライヴ/木蘭の涙』プロデュース
- Far East Club Bandのセカンドアルバムプロデュース
- 『クリスマスの約束』ミーティング〜収録
- 『キラキラ』プロモーションビデオ・他

LIFE-SIZE 2002
- 『K.ODA TOUR 2002「Kira Kira」』国立代々木競技場第一体育館公演&全国ご当地スケッチ紀行
- 『自己ベスト』レコーディング&スポットCM撮影
- 『クリスマスの約束』ミーティング〜収録・他

LIFE-SIZE 2003
- 松たか子の楽曲『ほんとの気持ち』プロデュース
- 横浜創学館高等学校愛唱歌『遥かな思い』制作
- WAVOC Presentsライブ
- アジアツアー（台北、シンガポール、香港）
- 『クリスマスの約束』ミーティング〜収録・他

LIFE-SIZE 2004
- シングル『まっ白』レコーディング&スポットCM制作
- スターダスト・レビュー沖縄公演ゲスト出演
- HOUND DOGの楽曲『たったひとつの愛のうた』プロモーションビデオ演出
- 『たしかなこと』レコーディング
- 夏のイベント出演（大阪、沖縄）
- 『風のようにうたが流れていた』ダイジェスト
- 青山学院大学での学園祭ライブ

LIFE-SIZE 2005
- 『KAZUMASA ODA TOUR 2005"大好きな君に"』&ご当地紀行
- 『トヨタ・アリオン』CM撮影
- 『KAZUMASA ODA TOUR 2005"大好きな君に"』台北公演
- 『クリスマスの約束"大好きな君に"』

LIFE-SIZE 2006
- 日本コカ・コーラ『一』CMソング制作
- 『ap bank fes』出演
- ゆずおだの楽曲『クリスマスの約束』制作
- 『クリスマスの約束』ミーティング〜収録・他

LIFE-SIZE 2007
- シングル『ダイジョウブ』レコーディング&スポットCM制作
- スターダスト・レビュー25周年記念ライブゲスト出演
- シングル『こころ』レコーディング&スポットCM制作
- 『情熱大陸』ライブイベント出演
- 『京都音楽博覧会』ゲスト出演
- 東北大学創立100周年記念イベント出演
- 自身の還暦記念イベント企画・主催
- 『自己ベスト-2』スポットCM制作
- 早稲田大学グリークラブの楽曲『この道をゆく』制作
- 聖光学院創立50周年記念イベント出演
- 『クリスマスの約束』ミーティング〜収録・他

LIFE-SIZE 2008
- 『KAZUMASA ODA TOUR 2008"今日も どこかで"』&ドームツアー『♪きっとまたいつか♪今日も どこかでFINAL』東京ドーム公演
- シングル『今日も どこかで』レコーディング
- 『ap bank fes 2008』出演
- 『情熱大陸』ライブイベント出演
- 『京都音楽博覧会 2008』ゲスト出演
- 『クリスマスの約束』ミーティング〜収録・他

LIFE-SIZE 2009
- シングル『さよならは 言わない』レコーディング
- 『アースデーコンサート』出演
- 岩手県大船渡市でのコンサート
- キマグレン主催のライブイベント出演
- MONGOL 800主催の沖縄でのライブイベント『What a Wonderful World!!』出演
- 『クリスマスの約束』ミーティング〜収録・他

LIFE-SIZE 2010
- THE BOOMのライブにゲスト出演
- 夏のイベント出演（なごやきよす夢まつり、OTODAMA FOREST STUDIOなど）
- シングル『グッバイ』レコーディング&スポットCM制作
- 『クリスマスの約束』ミーティング〜収録・他

LIFE-SIZE 2011
- アルバム『どーも』レコーディング
- 『KAZUMASA ODA TOUR 2011"どーもどーも その日が来るまで"』
- 東日本大震災の被災地（宮城、岩手）訪問
- 『京都音楽博覧会 2011』ゲスト出演
- MONGOL 800主催の沖縄でのライブイベント『What a Wonderful World!!'11』出演
- 『クリスマスの約束』ミーティング〜収録・他

LIFE-SIZE 2012
- 『KAZUMASA ODA TOUR 2012"どーもどーも その日が来るまで"』東北ツアー&横浜赤レンガパーク公演
- 夏のイベント出演
- JRA CMソング『かなた』制作
- 『クリスマスの約束』ミーティング〜収録・他

LIFE-SIZE 2013
- 楽天対オリックス戦始球式
- シングル『その日が来るまで/やさしい風が吹いたら』レコーディング
- コンサート『その日が来るまで』宮城、岩手、福島公演
- 夏のイベント出演
- NHK BSプレミアム『吉田拓郎 YOKOSO』出演
- 東北大学校友歌『緑の丘』制作
- 『クリスマスの約束』ミーティング〜収録・他

LIFE-SIZE 2014
- アルバム『小田日和』レコーディング
- コンサートツアー『本日 小田日和』2014年版ダイジェスト&ご当地紀行
- MONGOL800主宰のライブイベントに出演
- 佐橋佳幸音楽活動30周年記念ライブイベントに出演（昭和女子大学人見記念講堂にて収録）
- 聖光学院新校舎竣工記念コンサート
- 『クリスマスの約束』ミーティング〜収録・他

LIFE-SIZE 2015
- コンサートツアー「本日小田日和」追加公演
- テリー伊藤との対談番組「TIME is LIFE」（BS-TBS）の収録
- 「SUBARU」のCM曲「Wonderful life」のレコーディングシーン
- 母校・東北大学での講演
- 委員会バンドでの野外イベント出演
- 映画「64 -ロクヨン-前編/後編」の主題歌「風は止んだ」のレコーディング
- クリスマスの約束2015 他

LIFE-SIZE 2016
- うみ・そら・おんがく・おきなわ 2016
- ベスト・アルバム「あの日 あの時」レコーディング
- オールナイトニッポン ALIVE ~ヒットこそすべて~
- Music for Tomorrow in Fukushima
- ツアー2016「君住む街へ」
- クリスマスの約束2016

LIFE-SIZE 2017
- ライブイベント出演
- さくらライブプロジェクト植樹
- 古希パーティ
- 東北大学Home Coming Day
- NHK100年インタビュー
- クリスマスの約束2017

LIFE-SIZE 2018
- 楽天本拠地開幕戦（星野仙一追悼試合）始球式
- ツアー2018「ENCORE!!」
- TBS特番スタッフとのミーティング
- JUJUライブイベント出演

LIFE-SIZE 2019
- 「風のようにうたが流れていた」
- ツアー2019「ENCORE!! ENCORE!!」
- 「クリスマスの約束2019」

## 従業員
従業員は小田の所属事務所のスタッフ3名（男性1人、女性2人）が担当している。来客者を迎えるときの挨拶は「いらっしゃいませ」ではなく、「こんにちは」である。

## 最寄駅
東京メトロ銀座線・千代田線・半蔵門線表参道駅B1出口から青山学院大学方面へ徒歩5分。